# Mathys Jaubert
Mathys Jaubert, né le 3 mars 2005 à Salon-de-Provence, est un pilote automobile français. Soutenu par Genesis Motors depuis 2025, il est engagé en European Le Mans Series en LMP2.

## Biographie
Mathys Jaubert naît en 2005 à Salon-de-Provence et reçoit son premier karting à l'âge de cinq ans par son grand-père avant de faire ses débuts en compétition trois ans plus tard,. Champion régional, il sera également vice-champion de France Minime puis Cadet avant de passer à l'automobile. Il tente tout d'abord une première fois sa chance pour devenir le Junior Porsche Carrera Cup France, et recevoir un soutien du constructeur allemand, sans succès, étant battu par le plus mature Alessandro Ghiretti.
Il commence sa carrière automobile, non pas en monoplace, mais en série Caterham, nécessitant un budget plus limité : d'abord en Roadsport (270 CV/tonne) en 2021, puis en 420R en 2022 (420 CV/tonne), où il remporte 23 victoires en 26 courses sur ces deux championnats et s'adjuge ces deux titres,. Dans le même temps, il découvre aussi l'endurance avec des courses plus longues en Ultimate Cup Series où il décroche le titre dans la catégorie CN. Il se distingue aussi par une participation ponctuelle sur le circuit des 24 Heures du Mans, en lever de rideau de la classique mancelle, où il obtient la pole position et un double podium en Ligier European Series.
Étudiant à Polytech Marseille en parallèle, la carrière de Jaubert décolle quand, à sa deuxième tentative, il remporte le Junior Porsche Carrera Cup France, lui permettant d'être engagé en Porsche Carrera Cup France pour la saison 2023, avec un accompagnement de Patrick Pilet ainsi qu'une bourse financière,.
Quatrième pour sa première saison, il termine vice-champion de Porsche Carrera Cup France en 2024, décrochant aussi ses trois premières victoires, avec un engagement à l'international en Porsche Supercup. En décembre 2024, la carrière de Mathys Jaubert prend un nouveau tournant : le constructeur coréen Genesis Motors, marque de luxe de Hyundai, s'engage en championnat du monde d'endurance FIA (WEC) à partir de la saison 2026, et entreprend un partenariat stratégique avec IDEC Sport Racing pour préparer cela. IDEC Sport et son directeur Patrice Lafargue facilitent la mise en relation entre Mathys Jaubert et Cyril Abiteboul, en charge du programme sportif du groupe Hyundai. Le constructeur coréen « cherchait des pilotes jeunes, presque à former depuis zéro, avec un vrai potentiel d’évolution », et enrôle Jaubert dans son programme. Pour la saison 2025, en plus de son programme en Porsche, Mathys Jaubert est donc aligné par IDEC en European Le Mans Series dans la catégorie LMP2 sur une voiture en partenariat avec Genesis, aux côtés de Jamie Chadwick et Logan Sargeant, ce dernier étant finalement remplacé par l'expérimenté Daniel Juncadella. Lors de la première épreuve, aux 4 Heures de Barcelone, l'équipage termine premier de la catégorie LMP2 et deuxième au général, cette performance révélant Jaubert à un plus grand public.

## Résultats en compétition automobile
- 2021 : 
  - Coupe de France Caterham Roadsport, Vainqueur
- 2022 : 
  - Coupe de France Caterham 420R, Vainqueur
  - Ultimate Cup Series (catégorie CN), Champion
  - Ligier European Series (catégorie JS2 R), deux podiums en deux courses
- 2023 : 
  - Porsche Carrera Cup France, 4e
  - Ultimate Cup Series (catégorie NP02), 6e (une victoire)
- 2024 : 
  - Porsche Carrera Cup France, 2e (trois victoires)
  - Porsche Supercup, 10e
- 2025 : 
  - European Le Mans Series (catégorie LMP2) (une victoire)
  - Porsche Supercup